# 和波久十郎
和波 久十郎（わなみ きゅうじろう、1852年9月23日（嘉永5年8月10日）- 1919年（大正8年）8月3日）は、明治から大正前期の農業経営者・政治家。衆議院議員。

## 経歴
伊勢国員弁郡下笠田村（三重県員弁郡笠田村大字下笠田、員弁町を経て現いなべ市員弁町下笠田）で生まれる。大鐘塾で学んだ。農業を営む。1885年（明治18年）三重県産米の品質向上を図るため、精撰米組合設立に参画し委員長となり、米質の向上に貢献した。
1879年（明治12年）三重県会開設から1898年（明治31年）まで県会議員に在任し、同常置委員も務めた。その他、笠田村会議員、員弁郡会議員、同参事会員などにも在任した。
1898年（明治31年）3月、第5回衆議院議員総選挙で三重県第3区から山下倶楽部所属で出馬して初当選し、続いて同年8月の第6回総選挙（三重県第3区、憲政本党）でも再選され、その後、議員同志倶楽部に所属し、衆議院議員に連続2期在任した。1900年（明治33年）9月24日、刑の確定により議員を失職した。